# Arbeid Adelt!
Arbeid Adelt! is een Belgische band, die sinds de jaren 80 Nederlandstalige absurdistische elektronische nummers brengt.
Arbeid Adelt! werd opgericht in 1981 door Marcel Vanthilt (pseudoniem Max Georg Alexander) en Jan Vanroelen (David Salamon). Ze braken door in Vlaanderen met het nummer "De dag dat het zonlicht niet meer scheen". Het nummer zou oorspronkelijk "De dag dat de dokter geen pillen meer voorschreef" gaan heten, maar Jan Vanroelen vond dat maar niets. De tekst van het nummer werd gewijzigd in "De dag dat het zonlicht niet meer scheen", wat leidde tot een conflict met John Terra, die een schlager met dezelfde titel had uitgebracht. Andere bekende nummers zijn "Lekker westers", "Death Disco" en "Stroom".
Andere muzikanten die deel hebben uitgemaakt van de band waren Luc Van Acker, Willy Willy en Dani Klein. Rond 1992 viel Arbeid Adelt! voor lange tijd uit elkaar.
Op 2 augustus 2007 vond tijdens Theater Aan Zee in Oostende een reünieconcert plaats ter ere van de vijftigste verjaardag van Marcel Vanthilt. 31 oktober kwam de groep nogmaals samen voor een optreden op Sinner's Day in Hasselt (België). De groep trad in december 2011 op tijdens het Stripfestival van Turnhout, waar ze een "stripconcert" gaven met bekende striptekenaars zoals Kim, Ilah, Serge Baeken en Lectrr.
Op Pukkelpop 2015 kondigden ze aan weer helemaal terug te zijn, ze ondertekenden een nieuw platencontract en hun nieuwe werk Slik kwam daarna uit op 2 september 2015.
In maart 2023 verscheen het album Het heelal is hier.

## Discografie
- Jonge helden (1983)
- Le chagrin en quatre-vingts (1983)
- Des duivels oorkussen (1991)
- Bijna heeft nog nooit een haas geschoten (Compilatie, 1993)
- Methode champenoise (1994)
- Slik (2015)
- Het heelal is hier (2023)

### Hitnoteringen
| Single met hitnotering(en) in de Vlaamse Ultratop 50 | Datum van verschijnen | Datum van binnenkomst | Hoogste positie | Aantal weken | Opmerkingen |
| ---------------------------------------------------- | --------------------- | --------------------- | --------------- | ------------ | ----------- |
| Stroom                                               | 1985                  | 08-06-1985            | 40              | 1            |             |

| Album met hitnotering(en) in de Vlaamse Ultratop 200 albums | Datum van verschijnen | Datum van binnenkomst | Hoogste positie | Aantal weken | Opmerkingen |
| ----------------------------------------------------------- | --------------------- | --------------------- | --------------- | ------------ | ----------- |
| Best of - 3cd                                               | 2014                  | 18-10-2014            | 35              | 6*           |             |